# Sad Mac

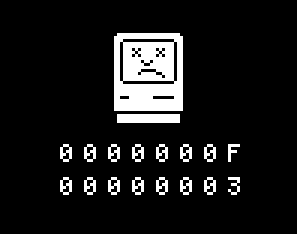
Pantalla Sad Mac.

Sad Mac es un símbolo utilizado por la generación de nuevos ordenadores Macintosh de Apple, para indicar un severo error en el hardware o software que impidió que el arranque de la computadora fuera correcto. El icono se muestra con un conjunto de códigos hexadecimales que indica el tipo de problema en el arranque. Este fue utilizado en lugar del habitual icono (Happy Mac) lo que indica que en las pruebas de hardware durante el inicio fueron satisfactorias. En los modelos anteriores, una melodía (campanas de la muerte) se reproducía, y más tarde los modelos reproducían un sonido digitalizado de un accidente automovilístico. En el MC68000 no se reproduce ningún sonido.
El Sad Mac fue creado por Apple Computer en 1987.

## Acorde de inicio
El sonido de inicio de Macintosh es una única nota conocida como "el sonido de inicio". El sonido usado difiere dependiendo de la ROM, que varía dependiendo del modelo. Este sonido corto es reproducido cuando una computadora Apple Macintosh es encendida. El sonido indica que las pruebas de diagnóstico de inicio no encontraron problemas de hardware o software.
Mark Lentczner creó el código para nota usada en la Macintosh II. Variaciones de esta nota fueron usadas hasta que Jim Reekers creó el sonido de inicio usado en la Quadra 700 hasta la Quadra 800. Reekers dijo "El sonido de inicio fue hecho en el estudio de mi casa usando una Korg Wavestation EX. Es un acorde en Do mayor, tocado con ambas manos estiradas lo más posible (con la 3.ª arriba, si recuerdo correctamente)". El también fue el creador del icónico sonido de inicio "bong" usado en la mayoría de las Macintoshs desde la Quadra 840AV. Una versión con un acorde algo más bajo de este sonido fue usado en todas las Power Macs‚ basadas en PCI hasta la iMac G3. La Macintosh LC, LC II, y Macintosh Classic II no uasn el sonido de Reekers, en cambio usan un acorde en Fa mayor que produce un "ding". La primera generación de computadoras Power Macintosh tampoco usan el sonido de Reekers, usan un acorde tocado en una guitarra acústica Yamaha de 12 cuerdas por el guitarrista de jazz Stanley Jordan. Además, las computadoras Power Macintosh 5200-6300 (excluyendo la 5400 y 5500, que sí tienen el sonido "ding") usan un sonido único, y la Macintosh 20 aniversario también usa un acorde único.
Los modelos construidos anteriormente a la introducción de la Power Macintosh en 1994, el ícono Sad Mac, un código de error, y sonidos distintivos, son mostrados al fallar las pruebas iniciales de auto diagnóstico. Este fenómeno se conoce como "los sonidos de la muerte".
El sonido para todas las computadoras Mac desde 1999 es el mismo usado primero en la iMac G3. El acorde es en Fa mayor, y fue producido por un cambio de tono al sonido de la 840AV. El acorde de inicio de Mac es actualmente una marca registrada en los Estados Unidos, y es mostrado en la película WALL-E del 2008 cuando el robot está completamente cargado por los paneles solares y también en la canción de Brad Paisley "Online" del 2007.
En 2016 Apple eliminó el acorde de inicio empezando por las MacBook Pro 2016. Apple actualizó su documentación de soporte para reflejar este cambio, quitando referencias al acorde de inicio desde las instrucciones en la NVRAM para dicho modelo; sin embargo existe un comando que puede reactivar este sonido desde la terminal Unix.
En 2020 Apple volvió a poner el sonido de inicio de las Mac.

## Sad iPod

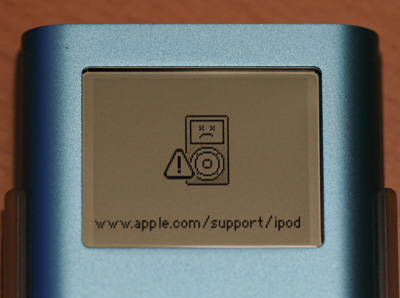
Sad iPod

Al ocurrir un error de hardware o firmware en un dispositivo iPod se muestra el ícono [Sad iPod] parecido al Sad Mac.